# Xã Macon, Quận Franklin, Nebraska
Xã Macon (tiếng Anh: Macon Township) là một xã thuộc quận Franklin, tiểu bang Nebraska, Hoa Kỳ. Năm 2010, dân số của xã này là 109 người.